# Porta do Arco dos Pregos
A Porta do Arco dos Pregos foi uma antiga porta da cidade de Lisboa, inserida na cerca fernandina da cidade.
Localizava-se no Terreiro do Paço, para o qual fazia frente, sendo correspondida do lado do mar pelo Forte do Terreiro do Paço. Arruinou-se totalmente com o terramoto de 1755 e o fogo que se lhe seguiu.